# Dulce Pereira

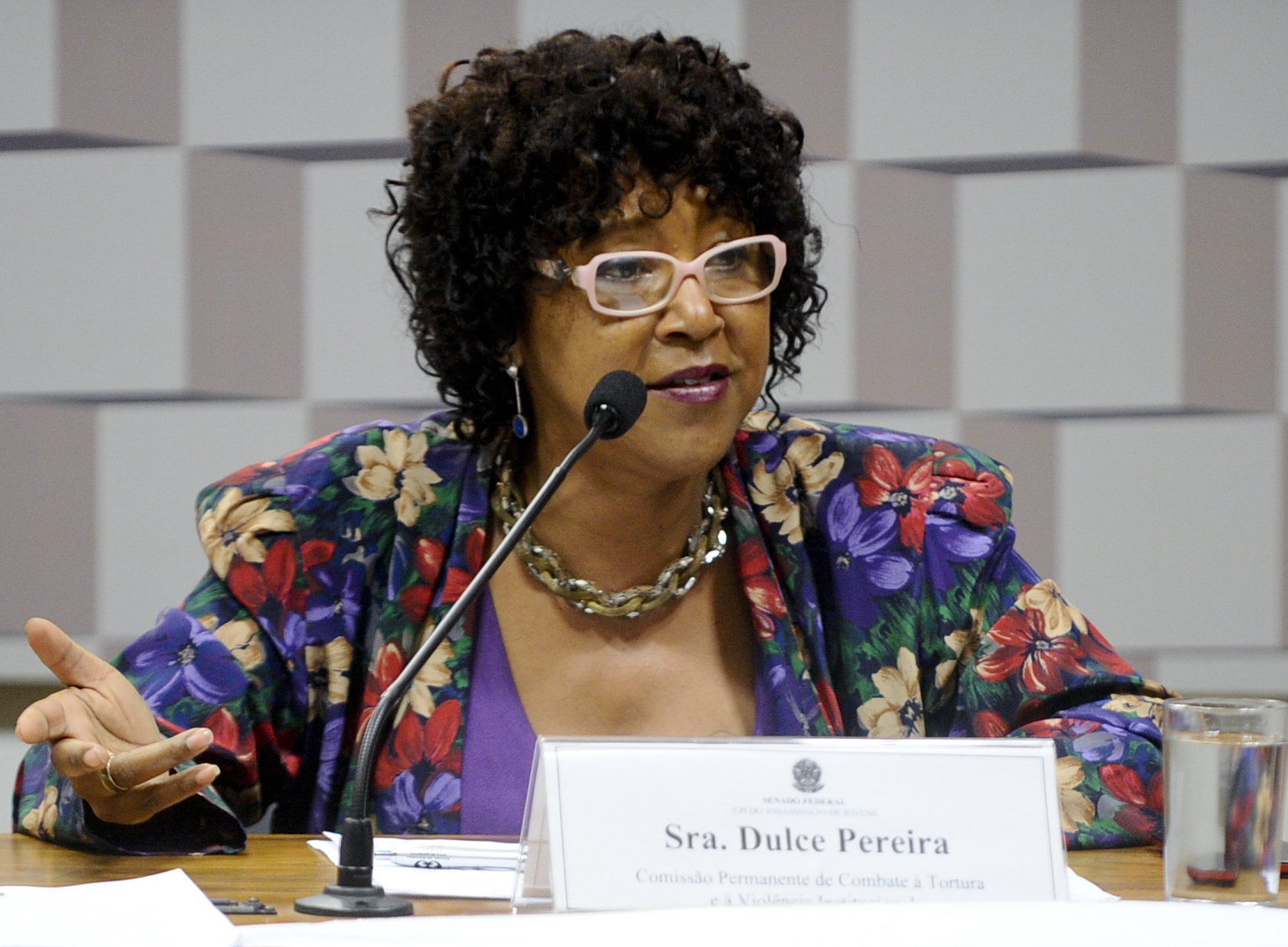
Dulce Maria Pereira (2016)

Dulce Maria Pereira (* 1954 in São José do Rio Preto, Brasilien) ist eine Hochschullehrerin, Kulturfunktionärin und afrobrasilianische Aktivistin für Menschenrechte, insbesondere für Frauenrechte und gegen Rassismus.

## Leben
Pereira wurde in einer kleinen Stadt im Bundesstaat São Paulo geboren und wuchs als Tochter eines Krankenpflegers und einer Hausfrau in einfachen bis ärmlichen Verhältnissen auf. Als 17-Jährige nahm sie an einem Wettbewerb zum Studienaustausch des AFS teil und gewann ein Jahres-Stipendium in den USA. Dort lebte sie als Studentin bei einer politisch interessierten Familie, die die Demokratische Partei unterstützte. Während ihres Studienjahres in den USA kam sie auch mit der schwarzen Studentenbewegung und dem südafrikanischen African National Congress in Kontakt, zu dem sie bis heute freundschaftliche Kontakte unterhält.
1973 kehrte sie nach Brasilien zurück und studierte an der Universidade de Brasília Architektur und Raumplanung, beides mit Abschluss. Während ihrer Studienzeit engagierte sie sich stark in sozialen Bewegungen und sie gehörte zum Komitee, das den ersten Besuch Nelson Mandelas in Brasilien 1989 vorbereitete.
Später ging sie an die Bundesuniversität in Ouro Preto (UFOP), wo sie seither zum einen in Bereichen wie Ressourcenschonung im Bau oder ökologische Raumplanung forscht und zum anderen in diesen und verwandten Themen lehrt, insbesondere an der dortigen Fernuniversität. Daneben engagierte sie sich zunehmend in zahlreichen akademischen Projekten für inklusives Lernen, ökologische Bildung oder nachhaltige Schulen, und sie koordinierte Projekte wie die Forschungsgruppe für Zukunft an der ingenieurswissenschaftlichen Fakultät der UFOP.
Von 1996 bis 2000 übernahm sie die Leitung der kulturministeriellen Stiftung Fundação Cultural Palmares. Zu ihren wichtigsten Projekten in dieser Zeit gehörte die internationale Konferenz Rota do Escravo (portugiesisch für: „Der Weg des Sklaven“), in Zusammenarbeit mit der UNESCO und dem brasilianischen Außenministerium. Unter ihrer Leitung bereitete die Stiftung zudem die brasilianische Erklärung gegen Rassismus und Fremdenfeindlichkeit der UNO vor und nahm im Jahr 2000 in Bahia an der 1. Frauenkonferenz der Gemeinschaft der Portugiesischsprachigen Länder (CPLP) zu Gender, Kultur, Zugang zu Machtpositionen, politischer Teilhabe und Entwicklung teil.
Im Jahr 2000 schlug Präsident Fernando Henrique Cardoso sie als brasilianische Kandidatin für die Wahl zur Generalsekretärin der CPLP vor, trotz ihrer Mitgliedschaft in der oppositionellen PT. Auf der 3. Konferenz der Staats- und Regierungschefs der CPLP in Maputo am 17. Juli 2000 wurde sie vorgeschlagen und am nächsten Tag gewählt, der Mosambikaner Zeferino Alexandre Martins kam als ihr Stellvertreter ebenfalls neu in die CPLP.
Nach ihrem zweijährigen Mandat als Generalsekretärin der CPLP kehrte sie nach Brasilien zurück und widmete sich seither weiter ihrem akademischen und sozialen Engagement. So leitete sie eine Forschungsgruppe an einer Außenstelle der Universidade de São Paulo (USP/RP) und arbeitet vor allem im Bereich ökologischer Bildung weiter.
Dulce Pereira ist verheiratet und Mutter von zwei Kindern.